# Forêt de Zika
La forêt de Zika est une forêt tropicale près d'Entebbe, en Ouganda. 

## Géographie

### Localisation
La forêt couvre une superficie d'environ 25 hectares à côté du marais de Waiya Bay, à l'entrée du lac Victoria. Facilement accessible et en combinant plusieurs écosystèmes, la forêt de Zika est très adaptée à l'étude de moustiques. La taille de la zone de recherche de la forêt est d'environ 12 ha. La forêt a une biodiversité riche en plantes et papillons de nuit, et on dénombre environ 40 types de moustiques dans l'insectarium.
La forêt est accessible aux observateurs d'oiseaux. Jimmy Carter l'a visitée.

## Historique

### Études de moustiques
Les enquêtes concernant les moustiques à virus Zika ont commencé en 1946 dans le cadre de l'étude de la fièvre jaune humaine à l'Institut de recherche de la fièvre jaune (rebaptisé Institut de recherche de virus Afrique de l'Est en 1950, puis Uganda Virus Research Institute en 1977), établi à Entebbe, en Ouganda, en 1936 par la fondation Rockefeller. 
En 1947, le virus Zika a été isolé à partir d'un singe de Zika. En 1960, une tour en acier 36,6 M a été déplacée à proximité de la forêt de Zika pour étudier la distribution verticale des moustiques, ce qui a permis l’étude globale de la population de moustiques en 1964. En 1964, le virus Zika a été décrit par Haddow et al. à partir d'une collection de moustiques.  
Depuis environ quatre décennies, il n'y a pas de collection de moustiques, et les activités humaines empiètent sur la forêt. Une collection de moustiques a été effectuée sur les périodes 2009-2010.[Passage contradictoire]

## Toponymie
Zika signifie « envahi » dans la langue luganda.